# Daria Werbowy

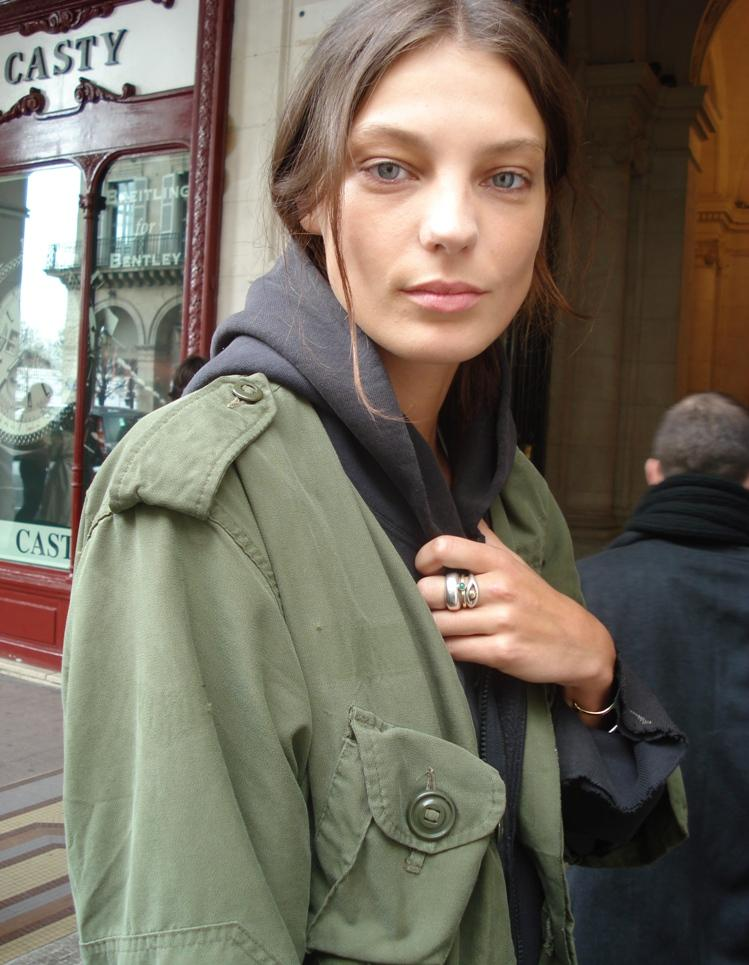
Daria Werbowy

Daria Werbowy (* 19. November 1983 in Krakau, Polen als Дарія Вербова (ukrainisch, Transkription: Dariya Verbova)) ist ein ukrainisch-kanadisches Model.

## Leben
Daria Werbowy, ukrainischer Herkunft, obwohl in Polen geboren, wanderte 1986 mit ihren Eltern und zwei Geschwistern nach Kanada aus. Die Familie ließ sich in Mississauga nieder, einer Großstadt im Umland von Toronto. Der Name Werbowy bedeutet auf Deutsch Weide. Bei 180 cm Körpergröße hat sie die Kleidergröße 34.
Sie begann ihre Modelkarriere mit 14 Jahren und war anfänglich bei einer kanadischen Agentur unter Vertrag, wechselte dann zu Elite Model Management, hatte allerdings noch nicht durchschlagenden internationalen Erfolg. Als sie vom IMG gelistet wurde, begann ihre internationale Karriere.
Werbowy reihte sich mit den von Steven Meisel fotografierten Titelbildern für die italienische Ausgabe von Vogue im Juli, August und Oktober 2003 zwischen die Supermodels ein; außerdem war sie da nochmals im Mai 2004 auf der Titelseite. Hinzu kommen Titelbilder in weiteren Ausgaben, unter anderem in Korea, Portugal, Spanien, Griechenland und Frankreich. Im September 2004 war sie auf dem Cover der mit 832 Seiten bisher dicksten Ausgabe der US-amerikanischen Vogue. Das Cover zeigt sie zusammen mit Kate Moss und Gisele Bündchen. Werbowy ist eines der meistverwendeten Titelmodelle für Vogue überhaupt.
Während ihrer ersten Saison eröffnete sie im September 2003 die Modeschauen von zwölf Modehäusern und stellte damit einen neuen Rekord auf. Daria Werbowy arbeitete für renommierte Modehäuser, unter anderem für Christian Dior, Givenchy, Gucci, Jil Sander, Louis Vuitton, Prada, Versace, Yves Saint Laurent und wirkte in Anzeigenkampagnen für Givenchy, Nina Ricci und Chanel mit. Ihre bisher größten Erfolge waren der Exklusivvertrag für die Anzeigenserie im Jahr ihres Pariser Debüts, Herbst/Winter 2003, mit Prada und der mehrjährige Vertrag mit der Kosmetikfirma Lancôme für die Präsentation der Produktserie Hypnose. Sie war das Werbegesicht für Mango und in mehreren Kampagnen von H&M zu sehen.
Daria Werbowy betreibt in ihrer Freizeit Snowboarding, spielt Beachvolleyball, Basketball und segelt. Darüber hinaus gönnte sie sich nach den vielen Aufträgen eine Auszeit. Gemeinsam mit ihrem Freund Sinéad reiste sie zunächst durch die Welt, bevor sie sich in der irischen Kleinstadt Cork niederließen.